# EC Bad Nauheim
Die Roten Teufel des EC Bad Nauheim (eigentlich Eishockey Cracks Bad Nauheim GmbH & Co. KG) sind eine Eishockeymannschaft aus Bad Nauheim. Sie nehmen als Nachfolger des VfL Bad Nauheim Eissport, der 1982 Insolvenz anmelden musste, und dem zuvor neugegründeten EC Bad Nauheim, am Spielbetrieb der DEL2 teil. Im Jahr 2013 erreichte der Verein die Meisterschaft in der Eishockey-Oberliga und damit den größten Erfolg in der jüngeren Vereinsgeschichte.
Ihre Heimspiele tragen die Mannschaften des Vereins im 4500 Zuschauer fassenden Colonel-Knight-Stadion aus.

## Geschichte

### VfL Bad Nauheim (1946 bis 1982)
Nach dem Ende des Zweiten Weltkriegs wurde in Bad Nauheim noch 1945 auf Weisung des lokalen Befehlshabers der alliierten Streitkräfte, US-Colonel Paul Rutherford Knight, am Rande des großen Teiches im Kurpark ein Kunsteisstadion erbaut. Der Bau dieses Stadions erregte zur damaligen Zeit nicht nur in Deutschland großes Aufsehen. So nahmen noch vor der Eröffnung am 22. Januar 1946 aus Ostpreußen geflüchtete Eishockeyspieler des ehemaligen Eissportvereins VfL Rastenburg Kontakt nach Bad Nauheim auf. Man suchte und traf sich dort und gründete noch 1946 eine Eishockey-Abteilung innerhalb des VfL Bad Nauheim.

Logo des VfL Bad Nauheim ab 1946

Die schnell mit dem Beinamen „Rote Teufel“ ausgestatteten Mannschaft nahm schon 1947 an der Deutschen Eishockey-Meisterschaft teil. Dabei belegte der VfL Bad Nauheim nach dem Gewinn der hessischen Meisterschaft den 1. Tabellenplatz der Südwest-Endrunde, wurde aber wegen des Einsatzes nicht spielberechtigter Spieler disqualifiziert. In der Endrunde zur Deutschen Eishockey-Meisterschaft 1948 erreichte der VfL Bad Nauheim hinter dem SC Riessersee den 2. Platz und wurde Vizemeister.
Noch 1948 gehörte der VfL zu den Gründungsmitgliedern der Eishockey-Oberliga als der damals höchsten deutschen Eishockeyliga. In der Saison 1957/58 verpasste der VfL Bad Nauheim die Qualifikation für die neu geschaffene Bundesliga. Der Aufstieg aus der Oberliga gelang erst im folgenden Jahr.

Logo des VfL Bad Nauheim Eishockey (1978–1982)

In der Saison 1973/74 erreichte der VfL Bad Nauheim mit dem dritten Platz seine beste Endplatzierung in der Bundesliga. Nachdem er 1979 letztmals die Meisterrunde erreicht und die Saison 1978/79 mit dem fünften Platz abgeschlossen hatte, ging es mit dem VfL unaufhaltsam bergab.
Um den Spielbetrieb aufrechterhalten zu können, wurde zur Saison 1979/80 die Eishockeyabteilung als VfL Bad Nauheim Eishockey aus dem Hauptverein ausgegliedert. Die restlichen VfL-Abteilungen gründeten unter dem Namen VfL Bad Nauheim 1978 einen neuen Verein. Dieser Verein, der heute noch aktiv ist, wurde nach dem Konkurs des VfL Eishockey wieder in VfL Bad Nauheim e. V. umbenannt.
Am 9. März 1981 kam es im Bundesligaspiel gegen den Kölner EC zu einer Massenprügelei. Der Schiedsrichter verhängte inklusive Match-, Spieldauer- und Disziplinarstrafen insgesamt 166 Strafminuten.
In der Saison 1981/82 erreichte der VfL nur noch einen Abstiegsplatz, obwohl er mit Bill Lochead den Torschützenkönig der Bundesliga stellte. Statt des Abstiegs folgte der Konkurs und das Ende des VfL Bad Nauheim Eishockey. In der mit der Gründung der DEL 1994 abgeschlossenen ewigen Tabelle der Bundesliga belegt der VfL Bad Nauheim den 12. Platz. Mit Werner Kadow, Helmut Keller, Rolf Knihs, Paul Langer, Rainer Makatsch, Dieter Niess (Kapitän), Peter Obresa und Rainer Philipp wurden über die Jahre hinweg immer wieder VfL-Spieler zur deutschen Nationalmannschaft einberufen. Noch heute steht Rainer Philipp mit 90 DEB-Länderspieltoren an dritter Stelle der DEB-Ewigenliste und mit 199 DEB-Länderspieleinsätzen an neunter Stelle. Bei den Olympischen Winterspielen 1976 in Innsbruck gewann er mit der deutschen Nationalmannschaft die Bronzemedaille. Für seine Verdienste wurde er mit der Aufnahme in die Hall of Fame Deutschland geehrt.

### EC Bad Nauheim (1981 bis 2001)

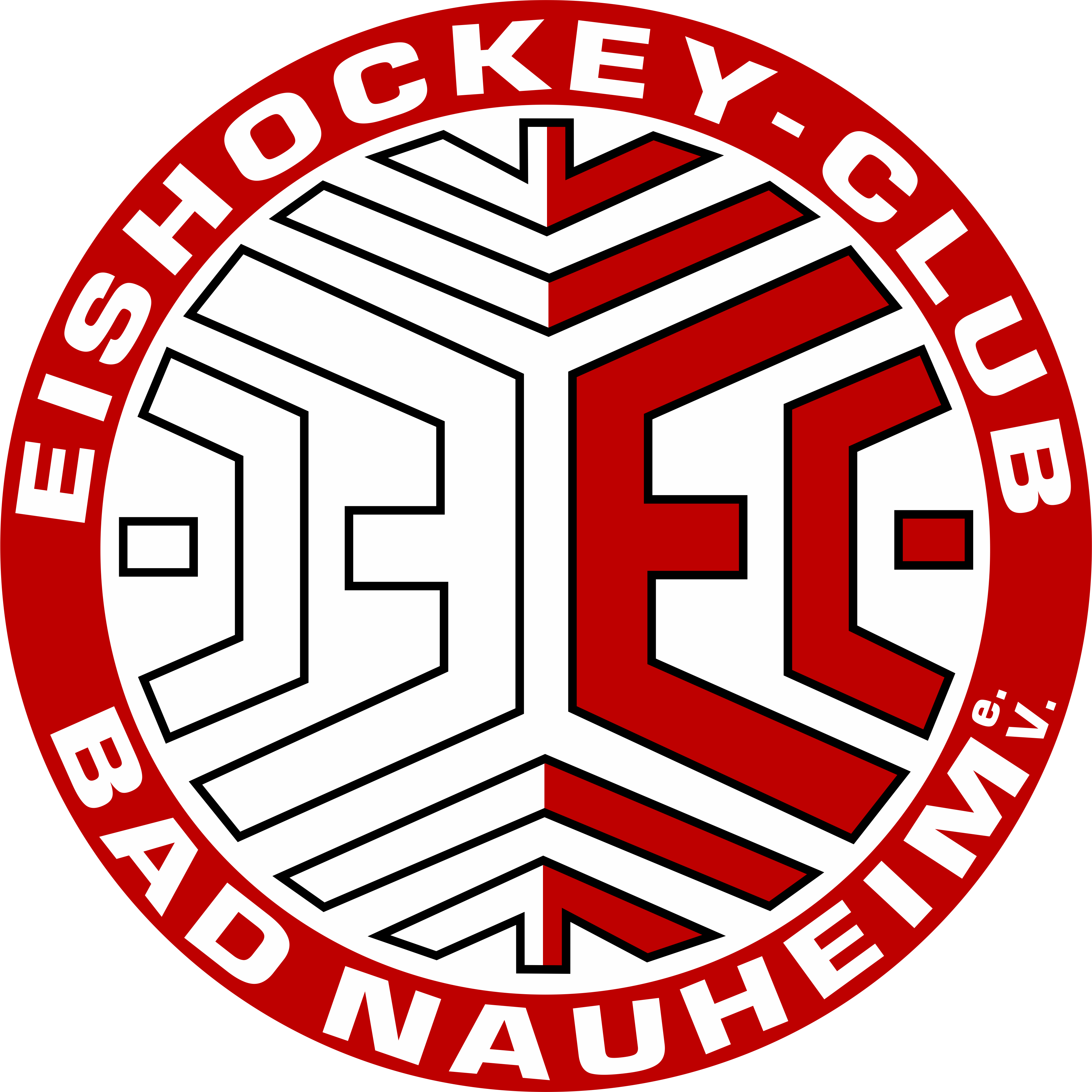
Logo des EC Bad Nauheim (1981–1993)

Als sich schon die finanziellen Probleme des VfL abzeichneten, nahm der 1981 von der Eishockeytrainingsgemeinschaft der Nachtjäger gegründete EC Bad Nauheim (Eishockey Club Bad Nauheim) in der viertklassigen Regionalliga Süd-West den Spielbetrieb auf. Bereits nach seiner zweiten Saison feierte der EC Bad Nauheim den Aufstieg in die drittklassige Oberliga Nord. Im Finale um die Regionalligameisterschaft unterlag er allerdings der Bad Reichenhaller EG.
In der folgenden Saison gewann der Verein die Meisterschaft der Oberliga Nord und stieg in die 2. Bundesliga Nord auf. Bis auf die beiden Spielzeiten 1990/91 und 1993/94 gehörte der EC bis 2004 ununterbrochen der zweithöchsten Liga an. Auch nach Einführung der Deutschen Eishockey Liga nahm der EC weiterhin an der zweitklassigen 1. Liga Nord teil. Seinen größten Erfolg feierte der Verein in den Jahren 1998 und 1999 mit den beiden Vizemeisterschaften und dem damit nur knapp verpassten Aufstieg in die DEL.
Während der Saisonen Spielzeiten 1990/91 sowie 1991/92 und zu Beginn der Saison 1992/93 spielte der Verein unter Insolvenzverwaltung, konnte aber jeweils finanziell gerettet werden. In der Spielzeit 2000/01 musste der Verein erneut einen Insolvenzantrag stellen. Um den Spielbetrieb für die Mannschaften des EC Bad Nauheim fortführen zu können, wurde die in der 2. Bundesliga spielende Profimannschaft im Sommer 2001 in die EC Bad Nauheim Spielbetriebs GmbH, der Nachwuchs- und Amateurspielbetrieb in den neu gegründeten Verein Rote Teufel Bad Nauheim Nachwuchs ausgegliedert.

### EC Bad Nauheim Spielbetriebs GmbH (2001 bis 2004)
Ab 2001 setzte die Profimannschaft den Ligenspielbetrieb unter der Führung des Alleingesellschafters und Mäzens Hans-Bernd Koal fort. Verpassen oder zu frühes Ausscheiden in den Play-offs der 2. Bundesliga verhinderte dabei jedoch den vom Alleingesellschafter angestrebten Aufstieg in die Deutsche Eishockey Liga, woraufhin sich Koal nach dem Ende der Saison 2003/04 zurückzog und die GmbH damit zur Einstellung des Spielbetriebs zwang.

### Rote Teufel Bad Nauheim (2004–2006)

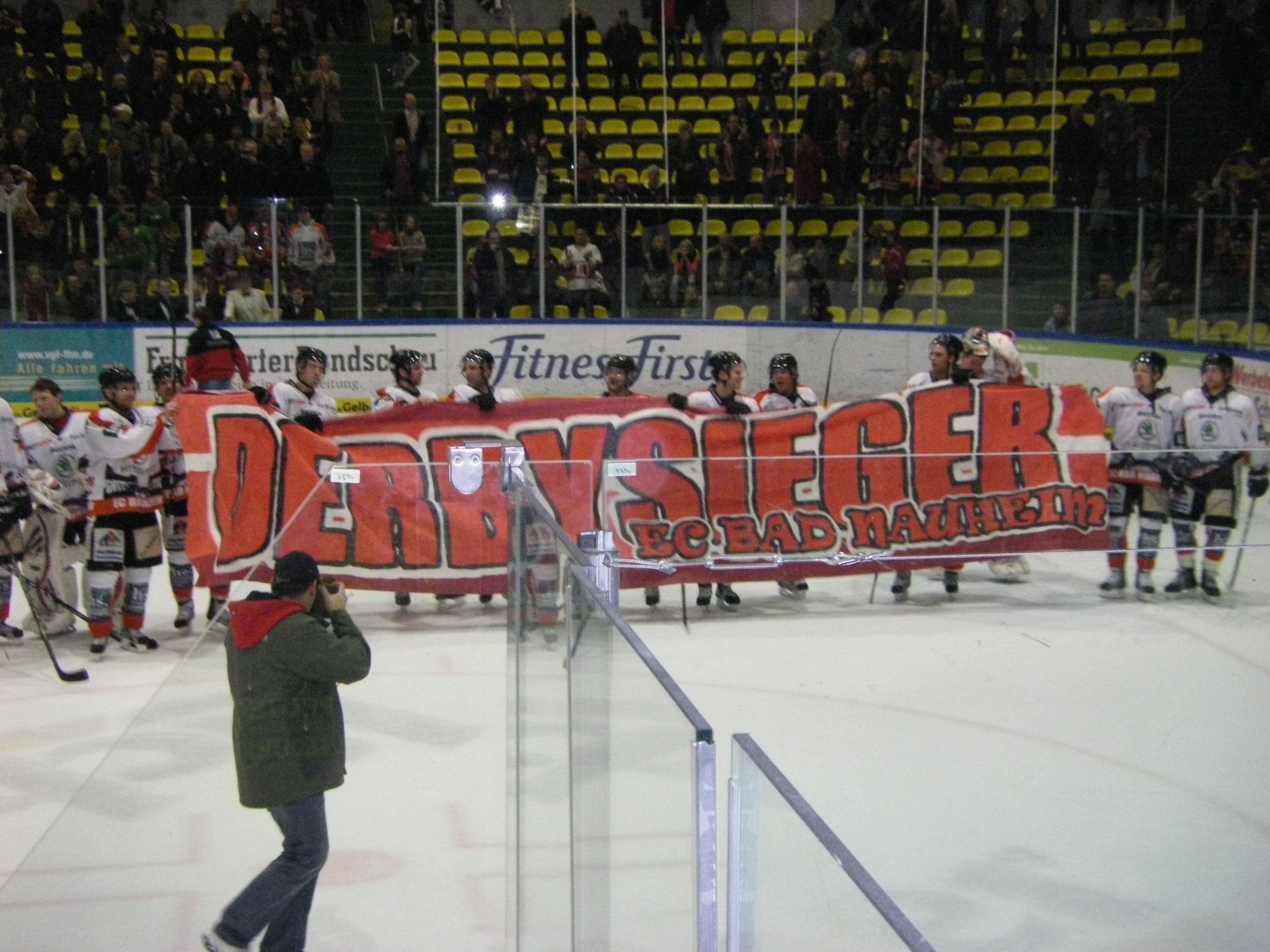
In der Oberliga-Saison 2011/12 gewann der EC Bad Nauheim alle acht Hessenderbys. Hier feiert die Mannschaft einen 4:2-Erfolg in Frankfurt.

Nach der Einstellung des Spielbetriebs durch die GmbH war das Ziel der ersten Mannschaft des Stammvereins, der nun als Rote Teufel am Spielbetrieb der und den damit verbundenen Wiederaufstieg aus dem Hessischen Eissportverband in die Eishockey-Oberliga. Dies gelang dem Verein, dessen Profimannschaft nach der erfolgreichen Lizenzerteilung durch die Eishockeyspielbetriebsgesellschaft für die Oberliga in die Rote Teufel Bad Nauheim Spielbetriebs GmbH ausgegliedert wurde. Die Amateur- und Nachwuchsmannschaften blieben unter dem Dach des Stammvereins.
Am 7. Februar 2006 und damit noch während der Vorrunde der Saison 2005/06 musste von der Geschäftsführung der GmbH ein erneuter Antrag auf Eröffnung eines Insolvenzverfahrens gestellt werden. Sportlich nahm die Mannschaft nach Abschluss der Vorrunde an der Abstiegsrunde teil, wo der sportliche Klassenerhalt mit dem letzten Platz verpasst wurde. Am 20. März 2006 wurde schließlich über die GmbH dann das Insolvenzverfahren eröffnet. Zwar hätten die Roten Teufel wegen der Nichtdurchführbarkeit der Grundsatzbeschlüsse der ESBG über die Ligeneinteilung trotz des sportlichen Abstiegs an der Oberligaspielzeit 2006/07 teilnehmen dürfen, dies wurde jedoch durch das laufende Verfahren verhindert.
Auch der Stammverein hatte im Sommer 2006 erhebliche finanzielle Probleme, die seinen Fortbestand gefährdeten.

### EC Rote Teufel Bad Nauheim (2006–2013)

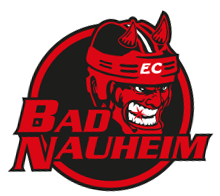
Logo des EC Bad Nauheim (2007–2015)

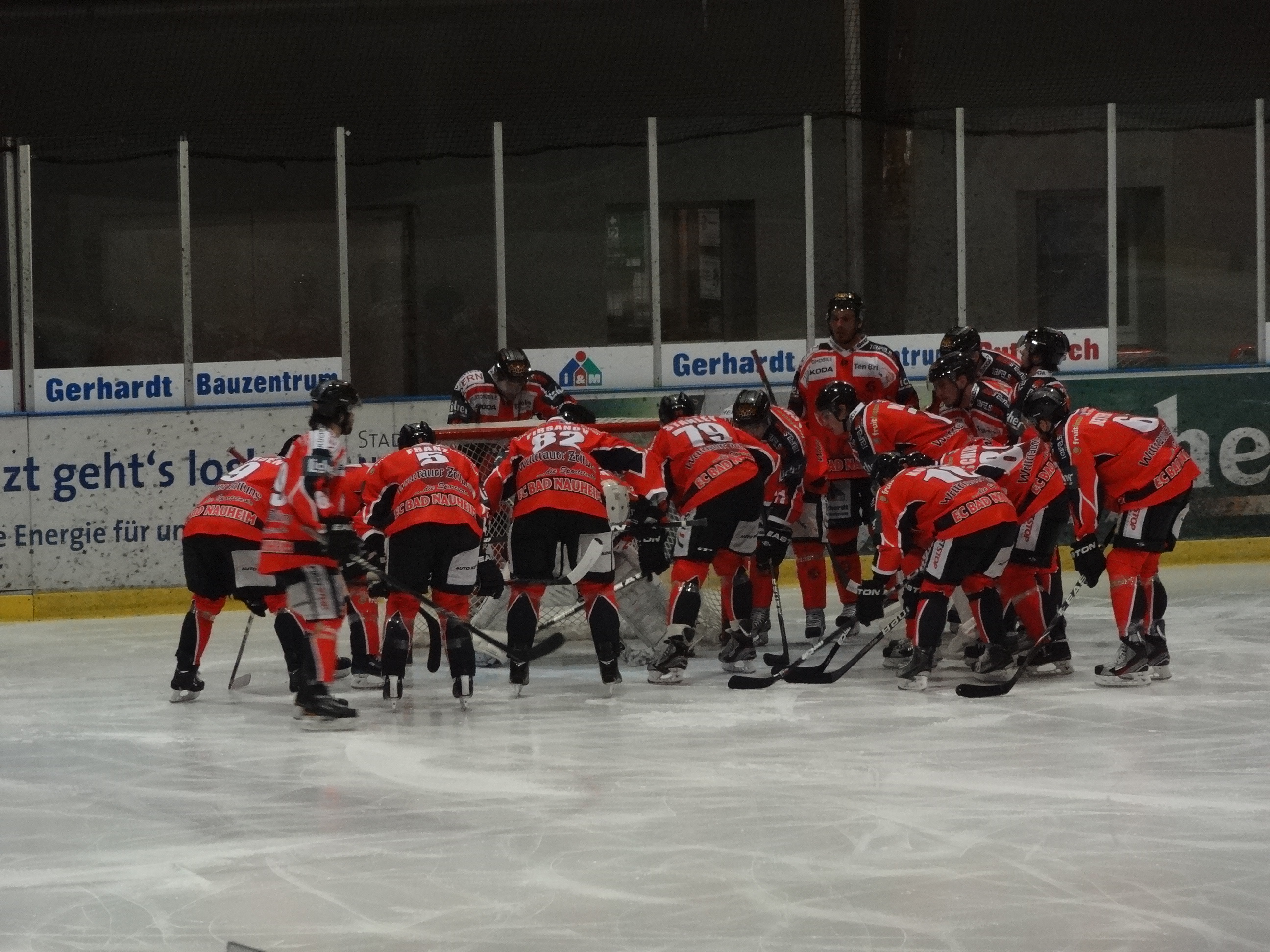
Die Roten Teufel vor dem 4:0-Heimspiel-Sieg gegen den Krefelder EV 2012

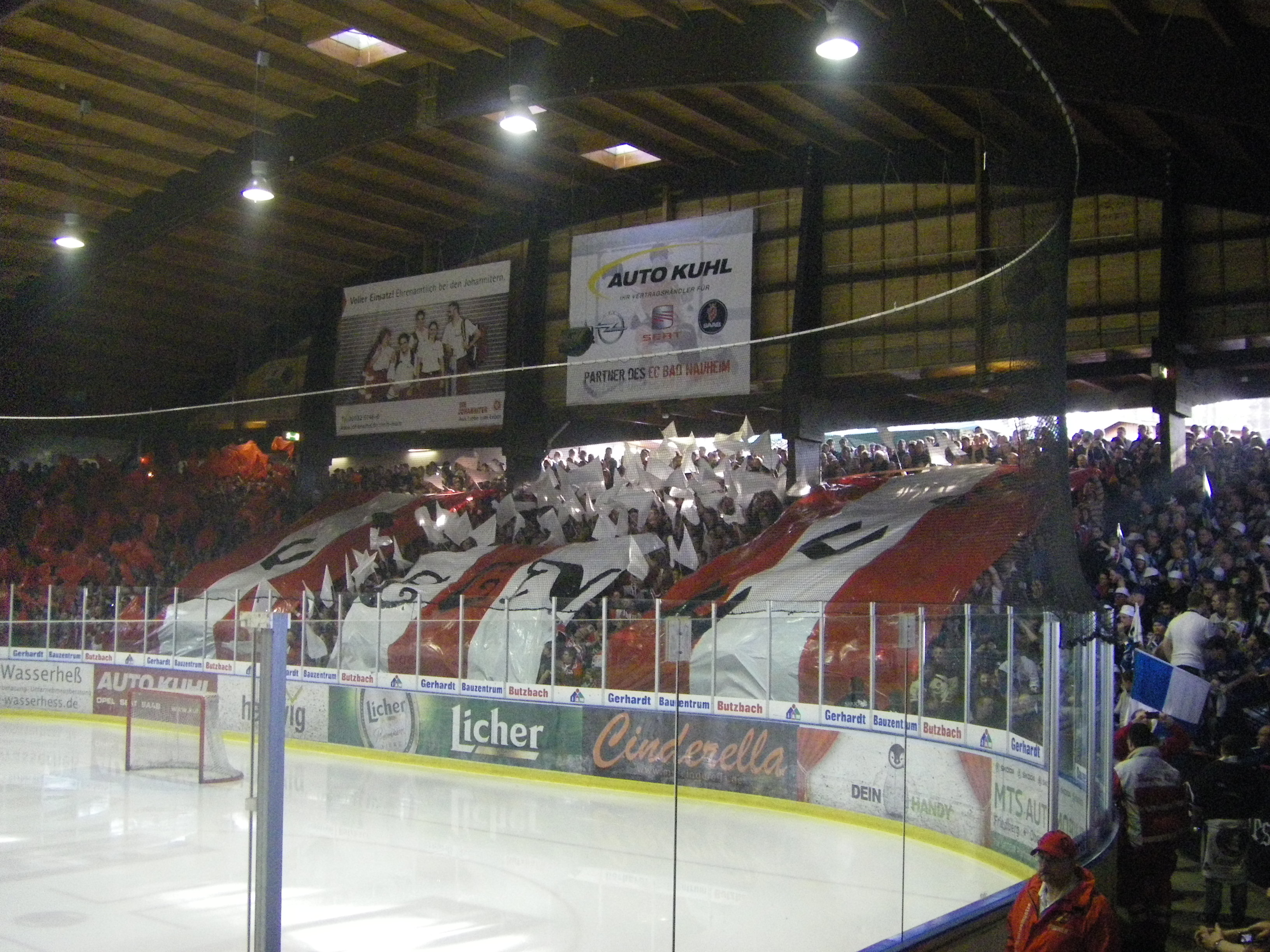
Choreo der Fankurve des ECN vor dem ersten Finalheimspiel gegen die Kassel Huskies (4:1) am 14. April 2013.

In der Saison 2006/07 nahm die erste Seniorenmannschaft, die intern in die im Sommer 2006 gegründete Eishockeyclub Rote Teufel Bad Nauheim Spielunternehmungs GmbH ausgelagert wurde, erneut an der viertklassigen Regionalliga Hessen teil, während die Zweite Mannschaft in der fünftklassigen Landesliga Hessen spielte. Die erste Seniorenmannschaft erreichte in der Regionalligasaison 2006/07 den Vizemeistertitel in der gemeinsamen Aufstiegsrunde der Landesverbände Baden-Württemberg, Hessen und Nordrhein-Westfalen, womit man sich gleichzeitig das Aufstiegsrecht für die Oberliga erspielen konnte.
In der Oberliga-Saison 2007/08 nahmen die Roten Teufel unter dem Namen Eishockeyclub Rote Teufel Bad Nauheim Spielunternehmungs GmbH am Spielbetrieb der Nordgruppe der Oberliga teil. Nachdem die Teufel den 7. Platz in dieser Gruppe mit insgesamt neun Mannschaften erreichten, mussten sie in einer Play-down-Runde um den Klassenerhalt gegen die Eisbären Juniors Berlin antreten. Durch einen 2:1-Erfolg nach Verlängerung im sechsten Spiel der Best-of-Seven-Serie sicherten sich die Roten Teufel den Klassenerhalt in der Oberliga.
Dagegen erreichten die Roten Teufel in der darauf folgenden Saison das Play-off-Finale der Oberliga Nord, das sie aber gegen die Hannover Indians klar mit drei Niederlagen verloren.
Die Oberliga-Saison 2009/10 wurde wieder in einer eingleisigen Liga ausgespielt. Mit dem 4. Tabellenplatz in der Hauptrunde wurden die Play-offs erreicht, doch schieden die Roten Teufel schon im Viertelfinale nach sieben Spielen gegen den späteren Meister Starbulls Rosenheim aus.
Auch nach der Umstrukturierung der Oberliga in vier regionale Gruppen (Nord/West/Ost/Süd) und dem Start in der Weststaffel gelang dem EC Bad Nauheim fortlaufend der Einzug in die Play-offs. In der Saison 2010/11 erreichte Bad Nauheim in der Vorrunde den 3. Platz. In der mit den besten Mannschaften der Nord- und Ost-Gruppe nachfolgend ausgetragenen Endrunde erreichten die Roten Teufel den 1. Platz in der Pokalrundengruppe B und qualifizierten sich wieder für die Play-offs. Nach dem Sieg im Play-off-Viertelfinale gegen den EC Peiting verlor man wieder gegen den späteren Meister, diesmal im Halbfinale gegen den SC Riessersee.
Der Aufstieg in die 2. Bundesliga war auch in der Spielzeit 2011/2012 das erklärte Saisonziel. Nach 2. Platz in der Vorrunde und 1. Platz in der Qualifikationsrunde der Oberliga West, qualifizierten sich die Roten Teufel in der Endrunde der Oberliga-Nordgruppen durch den 2. Platz in der Gruppe A wieder für die Play-offs. Doch wie schon in den Vorjahren schieden die Roten Teufel gegen den späteren Meister aus, diesmal im Viertelfinale gegen die Tölzer Löwen.
Auch in der Saison 2012/13 erreichten die Roten Teufel die Play-offs. Nach siegreichen Runden gegen EHC Klostersee (Viertelfinale) und den VER Selb (Halbfinale) traf man im Finale auf den hessischen Konkurrenten Kassel Huskies. Nach vier von der jeweiligen Heimmannschaft gewonnenen Finalspielen gewannen die Bad Nauheimer schließlich das 5. und entscheidende Spiel in Kassel in der Overtime mit 3:2. Damit wurden die Roten Teufel nach 1984 wieder Oberligameister und hatten sich sportlich für den Aufstieg in die 2. Eishockey-Bundesliga qualifiziert.

### EC Bad Nauheim (seit 2013)
Um die Spielbetriebs GmbH, die den Profi-Spielbetrieb organisiert, auf eine breite Basis zu stellen, wurde zum 1. Mai 2013 die Eishockey Cracks Bad Nauheim GmbH (EC Bad Nauheim) als Nachfolger der EC RT Bad Nauheim GmbH gegründet. Die seit 2007 den Spielbetrieb lenkende GmbH wurde durch eine Gesellschaft, an der zwei Sponsoren, der Förderverein Teufelskreis und der Stammverein Rote Teufel Bad Nauheim Eishockey Nachwuchs e. V. beteiligt sind, abgelöst. 2019 wurde die GmbH in eine Kommanditgesellschaft umgewandelt und heißt seither Eishockey Cracks Bad Nauheim GmbH & Co. KG.
Mit Beginn der Saison 2013/2014 nahm die neu gegründete DEL2 als Nachfolgerin der 2. Eishockey-Bundesliga als zweithöchste Liga im deutschen Eishockey – mit dem EC Bad Nauheim als Aufsteiger – ihre erste Spielzeit auf. Kurzzeitig war der Aufstieg aufgrund eines Rechtsstreits zwischen dem DEB als Dachverband der Oberliga und der ESBG als Ausrichterin der 2. Bundesliga um die Gültigkeit von Kooperationsverträgen noch ungewiss. Die Mannschaft sicherte sich in den Play-downs 2013/14 den Klassenerhalt. In den folgenden vier Jahren bestritt der ECBN zweimal nach elften Plätzen in der Hauptrunde die Play-down-Runde erfolgreich, und zweimal erreichte er das Playoff-Viertelfinale. In den Play-offs 2022/23 erreichte der EC Bad Nauheim das Finale und wurde erstmals Vizemeister in der DEL2.

### Platzierungen

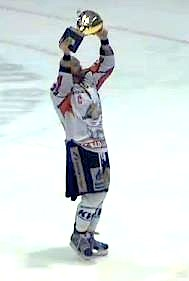
Kapitän Chris Stanley feiert die Oberligameisterschaft 2013 mit dem EC Bad Nauheim

| Saison  | Liga                  | Platzierung                  |
| ------- | --------------------- | ---------------------------- |
| 1948    | Meisterschaft         | Vizemeister                  |
| 1948/49 | Oberliga              | 4. Platz                     |
| 1949/50 | Oberliga              | 4. Platz                     |
| 1950/51 | Oberliga              | 4. Platz                     |
| 1951/52 | Oberliga              | 3. Platz                     |
| 1952/53 | Oberliga              | 5. Platz                     |
| 1953/54 | Oberliga              | 6. Platz                     |
| 1954/55 | Oberliga              | 5. Platz                     |
| 1955/56 | Oberliga              | 4. Platz                     |
| 1956/57 | Oberliga              | 5. Platz                     |
| 1957/58 | Oberliga West         | 5. Platz                     |
| 1958/59 | Oberliga              | Meister                      |
| 1959/60 | Bundesliga            | 7. Platz                     |
| 1960/61 | Bundesliga            | 8. Platz                     |
| 1961/62 | Oberliga              | Vizemeister                  |
| 1962/63 | Oberliga              | 5. Platz                     |
| 1963/64 | Oberliga              | 2. Platz                     |
| 1964/65 | Oberliga              | 3. Platz                     |
| 1965/66 | Bundesliga            | 10. Platz                    |
| 1966/67 | Oberliga              | Vizemeister                  |
| 1967/68 | Bundesliga West       | 2. Platz Relegation          |
| 1968/69 | Bundesliga            | 6. Platz                     |
| 1969/70 | Bundesliga            | 6. Platz                     |
| 1970/71 | Bundesliga            | 9. Platz                     |
| 1971/72 | Bundesliga            | 7. Platz                     |
| 1972/73 | Bundesliga            | 4. Platz                     |
| 1973/74 | Bundesliga            | 3. Platz                     |
| 1974/75 | Bundesliga            | 6. Platz                     |
| 1975/76 | Bundesliga            | 7. Platz                     |
| 1976/77 | Bundesliga            | 6. Platz                     |
| 1977/78 | Bundesliga            | 7. Platz                     |
| 1978/79 | Bundesliga            | 5. Platz                     |
| 1979/80 | Bundesliga            | 9. Platz                     |
| 1980/81 | Bundesliga            | 10. Platz                    |
| 1981/82 | Bundesliga            | 11. Platz                    |
| 1981/82 | Regionalliga Süd-West | 5. Platz Vorrunde Gruppe 1   |
| 1982/83 | Regionalliga Süd-West | Vizemeister                  |
| 1983/84 | Oberliga              | Meister                      |
| 1984/85 | 2. Bundesliga Nord    | 2. Platz Qualifikationsrunde |

| Saison  | Liga                | Platzierung                         |
| ------- | ------------------- | ----------------------------------- |
| 1985/86 | 2. Bundesliga Nord  | 1. Platz Qualifikationsrunde        |
| 1986/87 | 2. Bundesliga Nord  | 8. Platz Qualifikationsrunde        |
| 1987/88 | 2. Bundesliga Nord  | 8. Platz Qualifikationsrunde        |
| 1988/89 | 2. Bundesliga Nord  | 5. Platz Qualifikationsrunde        |
| 1989/90 | 2. Bundesliga Nord  | 8. Platz Qualifikationsrunde        |
| 1990/91 | 2. Bundesliga Nord  | 5. Platz Qualifikationsrunde        |
| 1991/92 | 2. Bundesliga Nord  | 2. Platz Qualifikationsrunde        |
| 1992/93 | 2. Bundesliga Nord  | Verlierer Play-downs                |
| 1993/94 | Oberliga            | Playoff-Viertelfinale               |
| 1994/95 | 1. Liga Nord        | Viertelfinale                       |
| 1995/96 | 1. Liga Nord        | Viertelfinale                       |
| 1996/97 | 1. Liga Nord        | Halbfinale                          |
| 1997/98 | 1. Liga Nord        | Vizemeister                         |
| 1998/99 | Bundesliga          | Vizemeister                         |
| 1999/00 | 2. Bundesliga       | Halbfinale                          |
| 2000/01 | 2. Bundesliga       | Verlierer Play-downs                |
| 2001/02 | 2. Bundesliga       | 4. Platz Abstiegsrunde              |
| 2002/03 | 2. Bundesliga       | Viertelfinale                       |
| 2003/04 | 2. Bundesliga       | Halbfinale                          |
| 2004/05 | Regionalliga Hessen | Meister                             |
| 2005/06 | Oberliga            | 8. Platz Abstiegsrunde              |
| 2006/07 | Regionalliga Hessen | Meister                             |
| 2007/08 | Oberliga Nord       | 7. Platz, Sieger Play-downs         |
| 2008/09 | Oberliga Nord       | Vizemeister                         |
| 2009/10 | Oberliga            | Viertelfinale                       |
| 2010/11 | Oberliga West       | Halbfinale                          |
| 2011/12 | Oberliga West       | Viertelfinale                       |
| 2012/13 | Oberliga West       | Meister                             |
| 2013/14 | DEL2                | 9. Platz, Sieger Play-downs         |
| 2014/15 | DEL2                | 11. Platz, Sieger Play-downs        |
| 2015/16 | DEL2                | 6. Platz, Viertelfinale             |
| 2016/17 | DEL2                | 11. Platz, Play-downs Klassenerhalt |
| 2017/18 | DEL2                | 5. Platz, Viertelfinale             |
| 2018/19 | DEL2                | 6. Platz, Viertelfinale             |
| 2019/20 | DEL2                | 7. Platz, –                         |
| 2020/21 | DEL2                | 10. Platz, –                        |
| 2021/22 | DEL2                | 5. Platz, Halbfinale                |
| 2022/23 | DEL2                | 6. Platz, Vizemeister               |
| 2023/24 | DEL2                | 9. Platz, –                         |
| 2024/25 | DEL2                | 10. Platz, –                        |

## Spieler

### Kader der Saison 2023/24
Stand: 29. Juni 2025
| Nr. | Nat.        | Spieler               | Pos. | Geburtsdatum       | im Team seit | Geburtsort                            |
| --- | ----------- | --------------------- | ---- | ------------------ | ------------ | ------------------------------------- |
| 53  | Deutschland | Finn Becker FL        | G    | 23. September 2003 | 2025         | Iserlohn, Deutschland                 |
| 31  | Deutschland | Dean Döge             | G    | 27. November 2005  | 2025         | Buxtehude, Deutschland                |
| 35  |             | Jerry Kuhn            | G    | 20. März 1986      | 2024         | Southgate, Michigan, USA              |
| 23  | Deutschland | Marius Erk – A        | D    | 23. August 1996    | 2022         | Bad Soden am Taunus, Deutschland      |
| 58  | Deutschland | Christopher Fischer   | D    | 24. Januar 1988    | 2023         | Heidelberg, Deutschland               |
| 9   | Deutschland | Simon Gnyp            | D    | 10. September 2001 | 2025         | Burghausen, Deutschland               |
| 10  | Deutschland | Vincent Grunewald     | D    | 9. Mai 2004        | 2024         | Lauterbach, Deutschland               |
| 16  | Deutschland | Tjark Kölsch          | D    | 10. Februar 2005   | 2024         | Bad Homburg vor der Höhe, Deutschland |
| 6   | Kanada      | Justin MacPherson     | D    | 23. Juni 2000      | 2025         | Richmond Hill, Ontario, Kanada        |
| 15  | Deutschland | Garret Pruden         | D    | 17. Dezember 1998  | 2024         | Bad Nauheim, Deutschland              |
| 20  | Deutschland | Patrick Seifert       | D    | 22. April 1990     | 2021         | Augsburg, Deutschland                 |
| 88  |             | Andrej Bíreš          | LW   | 19. November 1993  | 2025         | Banská Bystrica, Slowakei             |
| 90  | Kanada      | Parker Bowles         | LW   | 22. Januar 1996    | 2024         | Kelowna, British Columbia, Kanada     |
| 91  | Deutschland | Marc El-Sayed – C     | C    | 18. Januar 1991    | 2019         | Wetzlar, Deutschland                  |
| 22  | Deutschland | Rik Gaidel            | F    | 7. Januar 2004     | 2024         | Köln, Deutschland                     |
| 34  | Deutschland | Kevin Handschuh       | F    | 8. Februar 2003    | 2025         | Saalfeld/Saale, Deutschland           |
| 61  | Kanada      | Jordan Hickmott       | C    | 11. April 1990     | 2021         | Mission, British Columbia, Kanada     |
| 17  | Deutschland | Raphael Jakovlev      | F    | 21. Dezember 2005  | 2025         | Landau an der Isar, Deutschland       |
| 73  | Kanada      | Zach Kaiser           | C    | 6. September 1998  | 2024         | Orangeville, Ontario, Kanada          |
| 7   |             | Davis Koch            | C    | 13. Juni 1998      | 2025         | Surrey, British Columbia, Kanada      |
| 29  | Deutschland | Philipp Kuhnekath     | F    | 29. August 1997    | 2025         | Duisburg, Deutschland                 |
| 93  | Deutschland | Julian Lautenschlager | F    | 29. Juli 1996      | 2023         | Regensburg, Deutschland               |
| 19  | Kanada      | Taylor Vause – A      | C    | 28. September 1991 | 2021         | Calgary, Alberta, Kanada              |
| 55  | Deutschland | Justin Volek          | F    | 8. Februar 2002    | 2025         | Oberzell, Deutschland                 |

| Tätigkeit |  | Name          | Geburtsdatum     | Im Team seit | Geburtsort          |
| --------- |  | ------------- | ---------------- | ------------ | ------------------- |
| Trainer   |  | Adam Mitchell | 1. Dezember 1982 | 2022         | Port Elgin, Ontario |

### Bedeutende frühere Mannschaften

#### Vizemeister 1. Liga 1997/98
| Position      | Name |
| Tor:          | Markus Flemming, Josef Schlickenrieder |
| Verteidigung: | Boris Ackermann, Serge Lajoie, Steffen Michel, Svein Enok Nørstebø, Anton Raubal, Dale Reinig, Marco Rentzsch, Jan Sturatschek, Steven Woodburn |
| Sturm:        | Thomas Barczikowski, Matthias Becker, Stephan Kraft, Robert Larsson, Maurice Lemay, Gaétan Malo, Cal McGowan, Larry Mitchell, Andreas Morczinietz, Sjur Robert Nilsen, Sven Paschek, Mika Puhakka, Jürgen Schaal, Jan Schier, Olaf Scholz, Frank Strauß, Mark Teevens |
| Trainer:      | Frank Carnevale |

#### Bundesliga-Vizemeister 1998/99
| Position      | Name |
| Tor:          | Joachim Appel, Ingo Schwarz |
| Verteidigung: | Chris Clarke, Michael Eckert, Steffen Michel, Dale Reinig, Marco Rentzsch, Alexander Wedl, Marc West, Steven Woodburn |
| Sturm:        | Dennis Cardona, Daniel Del Monte, Dino Felicetti, Sven Gerbig, Wladimir Gomow, Gaétan Malo, Brian McCarthy, Doug Murray, Larry Mitchell, Bernhard Naulin, Sven Paschek, Timothy Regan, Jürgen Schaal, Olaf Scholz, Tray Tuomie |
| Trainer:      | Frank Carnevale |

#### Oberliga-Meister 2012/13
| Position      | Name |
| Tor:          | Thomas Ower, Niklas Deske, Alexander Wagner |
| Verteidigung: | Alexander Baum, Daniel Ketter, Mike Schreiber, Jan-Niklas Pietsch, Marius Pöpel, Aron Reckers, Brad Miller |
| Sturm:        | Tim May, Mathias Baldys, Michel Maaßen, Janne Kujala, Jannik Stripike, Harry Lange, Daniel Oppolzer, Patrick Strauch, Pierre Wex, Chris Stanley, Daniel Huhn, Sven Schlicht, Eddy Rinke-Leitans, Josiah Anderson |
| Trainer:      | Frank Carnevale, Marcus Jehner |

### Bekannte ehemalige Spieler
| VfL Bad Nauheim - Werner Bachmann - Ernst Eichler - Herbert Ulrich - Aribert Heim - Rainer Philipp - Helmut Keller - Rainer Makatsch - Bill Lochead - Dieter Jehner - Manfred „Tiger“ Müller |  | EC Bad Nauheim - Greg Evtushevski - Ralph Pöpel - Rolf „Pilo“ Knihs - Thomas Barczikowski - Gordon Blumenschein - Walt Poddubny |

### Vereinsinterne Rekorde
Enthalten sind sämtliche Vorrunden- und Play-off-Spiele.

#### Saison
| Tore  |                  |      |         |
| Platz | Spieler          | Tore | Saison  |
| 1.    | Bill Lochead     | 108  | 1985/86 |
| 2.    | John Markell     | 76   | 1986/87 |
| 3.    | Gord Whitaker    | 70   | 1990/91 |
| 4.    | Scott Orban      | 62   | 1990/91 |
| 5.    | Greg Evtushevski | 61   | 1988/89 |

| Assists |                  |         |         |
| Platz   | Spieler          | Assists | Saison  |
| 1.      | John Markell     | 104     | 1985/86 |
| 2.      | Greg Evtushevski | 93      | 1988/89 |
| 3.      | John Markell     | 91      | 1986/87 |
| 4.      | Greg Evtushevski | 78      | 1987/88 |
| 5.      | Lanny Gare       | 78      | 2010/11 |

| Topscorer |                  |        |         |
| Platz     | Spieler          | Punkte | Saison  |
| 1.        | Bill Lochead     | 173    | 1985/86 |
| 2.        | John Markell     | 167    | 1986/87 |
| 3.        | Greg Evtushevski | 154    | 1988/89 |
| 4.        | John Markell     | 153    | 1985/86 |
| 5.        | Greg Evtushevski | 136    | 1987/88 |

| Strafminuten |                     |              |         |
| Platz        | Spieler             | Strafminuten | Saison  |
| 1.           | Olaf Scholz         | 249          | 1997/98 |
| 2.           | Brian Loney         | 246          | 2002/03 |
| 3.           | Carsten Gosdeck     | 208          | 1999/00 |
| 4.           | Dale Reinig         | 207          | 1998/99 |
| 5.           | Thomas Barczikowski | 198          | 1994/95 |

#### Insgesamt
| Tore  |                     |      |
| Platz | Spieler             | Tore |
| 1.    | Greg Evtushevski    | 162  |
| 2.    | Bill Lochead        | 159  |
| 3.    | Lanny Gare          | 155  |
| 4.    | Tobias Schwab       | 152  |
| 5.    | Thomas Barczikowski | 139  |

| Assists |                  |         |
| Platz   | Spieler          | Assists |
| 1.      | Steffen Michel   | 255     |
| 2.      | Lanny Gare       | 240     |
| 3.      | Tobias Schwab    | 230     |
| 4.      | Greg Evtushevski | 223     |
| 4.      | John Markell     | 195     |

| Topscorer |                     |        |
| Platz     | Spieler             | Punkte |
| 1.        | Lanny Gare          | 395    |
| 2.        | Steffen Michel      | 388    |
| 3.        | Greg Evtushevski    | 385    |
| 4.        | Tobias Schwab       | 382    |
| 5.        | Thomas Barczikowski | 329    |

| Spiele |                |        |
| Platz  | Spieler        | Spiele |
| 1.     | Steffen Michel | 634    |
| 2.     | Alexander Baum | 456    |
| 3.     | Dennis Cardona | 439    |
| 4.     | Daniel Ketter  | 401    |
| 5.     | Harry Lange    | 343    |

## Weitere Mannschaften
Unter dem Dach des Vereins
- nimmt im Amateurbereich eine Mannschaft an der viertklassigen Regionalliga West teil und
- im Nachwuchsbereich die Junioren-, die Jugend- und die Schülermannschaft an der höchsten Spielklasse – der Bundesliga – teil. Weitere Mannschaften in den Altersklassen von den Jüngsten bis zu den Schülern nehmen am Spielbetrieb in Nordrhein-Westfalen, Hessen oder Baden-Württemberg teil.

- Deutscher Junioren-Meister 2013

## Spielstätte

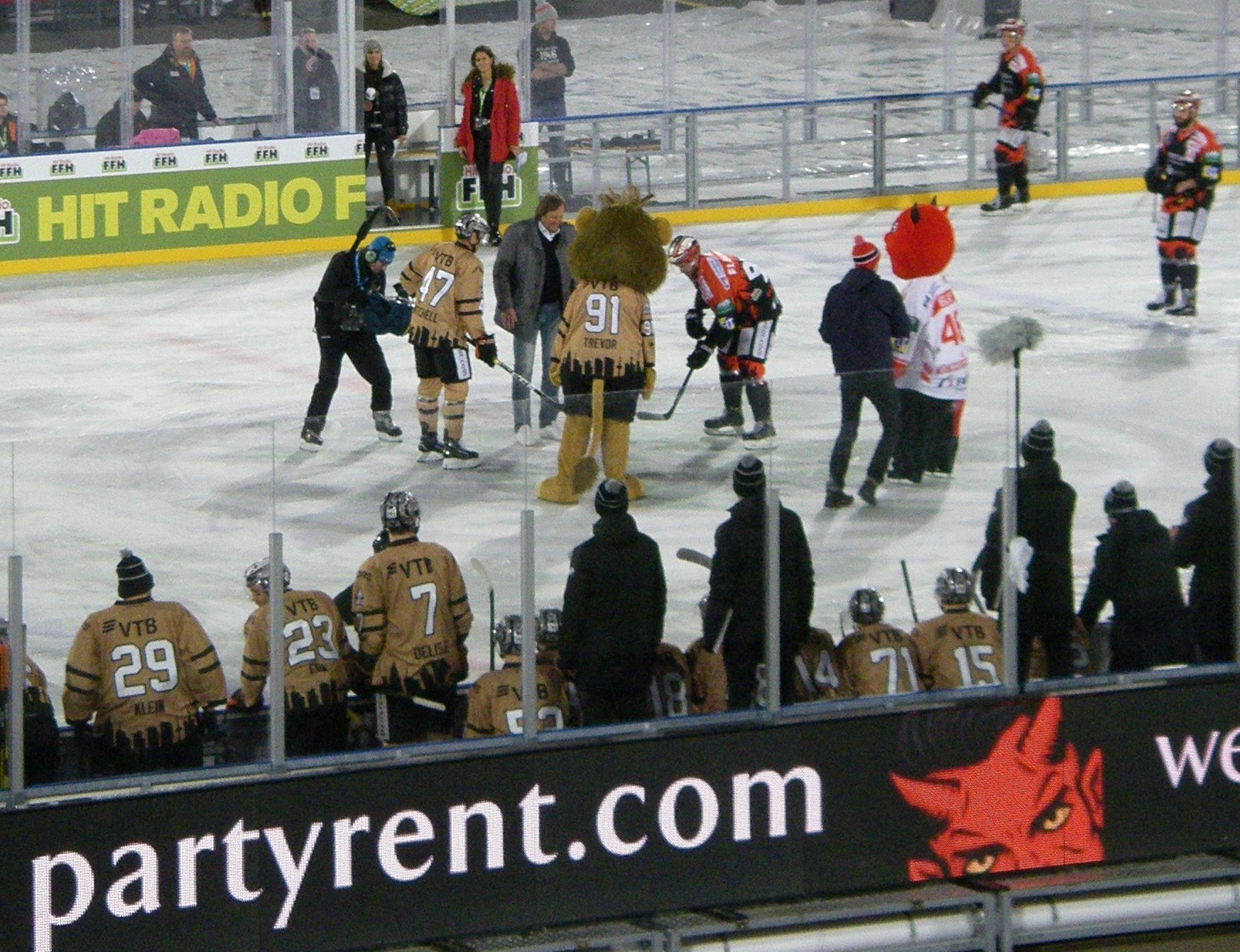
Das Winter-Derby zwischen dem EC Bad Nauheim und den Löwen Frankfurt im Dezember 2019 wurde im Stadion am Bieberer Berg ausgetragen und offiziell von Erich Kühnhackl (graue Jacke) eröffnet.

Seine Heimspiele trägt der EC Bad Nauheim im 4500 Zuschauer fassenden Colonel-Knight-Stadion am Rande des Kurparks aus. Die Arena wurde 1946 auf Weisung des US-amerikanischen Colonels Paul Rutherford Knight als Freiluftspielstätte unter dem Namen 100-Tage-Stadion errichtet, um das Eishockey als Volkssport in Bad Nauheim zu etablieren. Nach der Überdachung im Jahr 1969 trug das Stadion den Namen Kunsteisstadion Bad Nauheim, bevor es 1996 zu Ehren seines Erbauers in Colonel-Knight-Stadion umbenannt wurde.

## Maskottchen

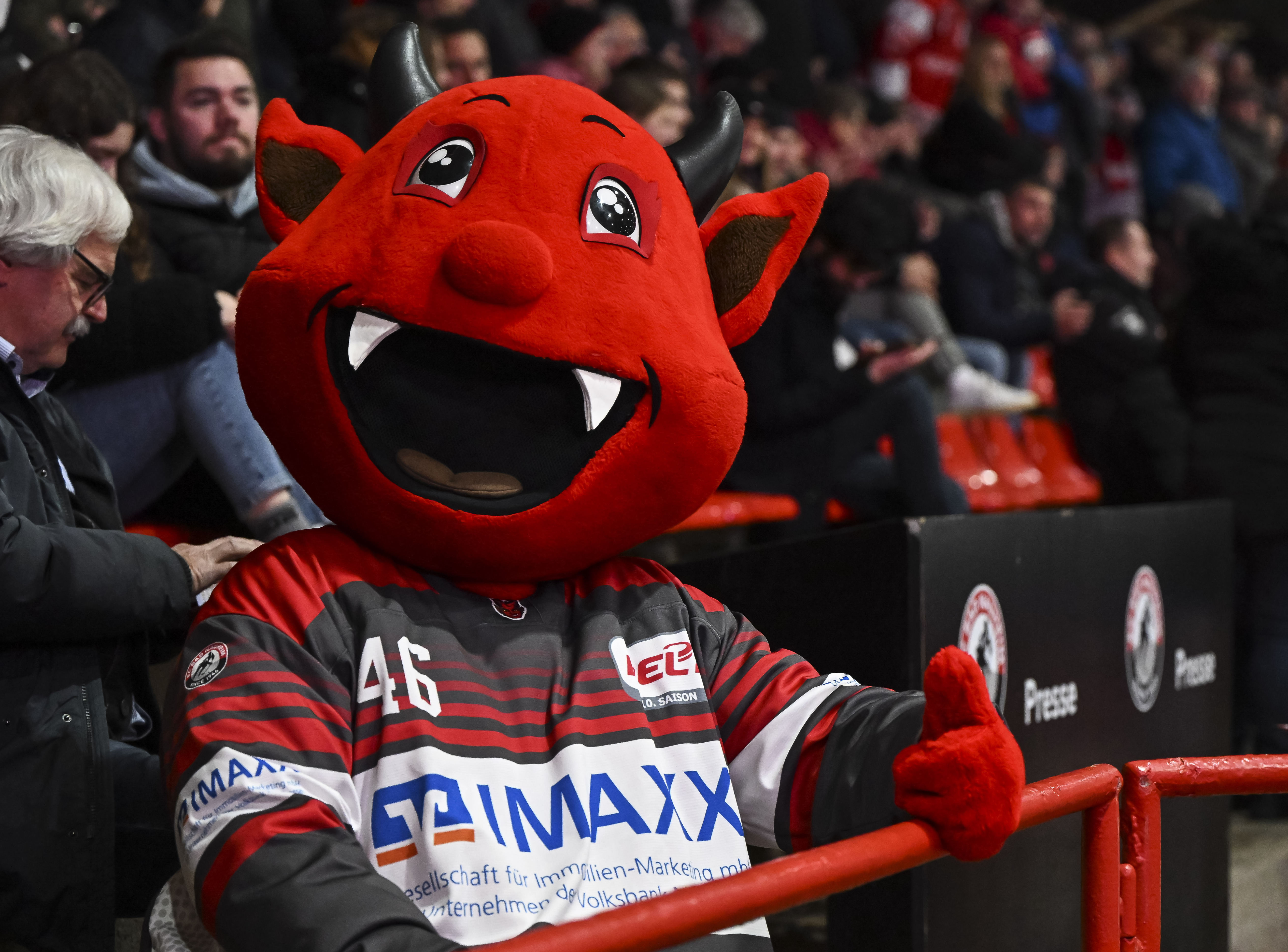
„Hellvis“ – das Maskottchen des EC Bad Nauheim

Das Maskottchen hat die Form eines Teufels. Vor der Saison 2015/16 wurde durch Spenden ein neues Maskottchen angeschafft. In einem öffentlichen Namenswettbewerb erhielt es den Namen „Hellvis“, ein Kofferwort aus englisch hell (Hölle) und Elvis (Elvis Presley). Presley, der seinen Wehrdienst 1959–1960 in den Ray Barracks in Friedberg ableistete, wohnte während dieser Zeit in der Goethestraße 14 im benachbarten Bad Nauheim.